# Рукайняй
Ру́кайняй (лит. Rukainiai, пол. Rukojnie) — деревня в Вильнюсском райoне Литвы, к югу-востоку от Вильнюса. Центр староства и сянюнайтии.

## История
Деревня впервые упомянается в 1435 году. В 1538 году построен деревянный костел, прототип нынешнего каменного. Деревня пострадала во время нашествия Наполеона на Россию. Настоятелем храма был известный государственный и религиозный деятель Павел Ксаверий Бжостовский. Он умер в Рукойни. В 1838 году в Рукойни был схвачен революционер Шимон Конарский. После польского восстания 1863—1864 годов костел стал православной церковью. В 1909 году храм был передан католикам.
В советское время был центральным колхозным поселком. В 2014 году на здании храма была поставлена памятная доска П. К. Бжостовскому.

## Жители
| 1868*                                                             | 1970 | 1981 | 1986 | 2001 | 2010 | 2011 |
| ----------------------------------------------------------------- | ---- | ---- | ---- | ---- | ---- | ---- |
| 244                                                               | 560  | 870  | 898  | 770  | 855  | 770  |
| - * по данным из энциклопедии. Год выхода энциклопедии не указан. |      |      |      |      |      |      |
| Гистограмма динамики населения                                    |      |      |      |      |      |      |

## Знаменитые люди
- Tadeusz Wasąg (1926—2021) — химик
- Павел Ксаверий Бжостовский (1739—1827) — государственный и религиозный деятель Великого княжества литовского[6]